# Billboard Music Award for Top Radio Song
Der Billboard Music Award for Top Radio Song wird seit 2011 im Rahmen der Billboard Music Awards vergeben. Ausgezeichnet werden Künstler für erfolgreiche Radiosongs. Bisher gab es keinen Künstler, der den Preis mehrfach gewann. Bei den Nominierungen führen Bruno Mars und Maroon 5 mit je vier.

## Gewinner und Nominierte
| Jahr | Lied                         | Künstler                                  | Weitere Nominierungen | Ref.  |
| ---- | ---------------------------- | ----------------------------------------- | --- | ----- |
| 2011 | Just the Way You Are         | Bruno Mars                                | - Dynamite – Taio Cruz - Love the Way You Lie – Eminem featuring Rihanna - DJ Got Us Fallin' in Love – Usher featuring Pitbull - OMG – Usher featuring will.i.am                                              | [ 1 ] |
| 2012 | Give Me Everything           | Pitbull, Ne-Yo, Afrojack, and Nayer       | - Moves like Jagger – Maroon 5 featuring Christina Aguilera - Party Rock Anthem – LMFAO featuring Lauren Bennett and GoonRock - Rolling in the Deep – Adele - We Found Love – Calvin Harris featuring Rihanna | [ 1 ] |
| 2013 | Somebody That I Used to Know | Gotye and Kimbra                          | - Call Me Maybe – Carly Rae Jepsen - Locked Out of Heaven – Bruno Mars - One More Night – Maroon 5 - Payphone – Maroon 5 featuring Wiz Khalifa                                                                | [ 1 ] |
| 2014 | Blurred Lines                | Robin Thicke, T.I., and Pharrell Williams | - Roar – Katy Perry - Royals – Lorde - Mirrors – Justin Timberlake - Wake Me Up – Avicii | [ 1 ] |
| 2015 | All of Me                    | John Legend                               | - Am I Wrong – Nico & Vinz - Happy – Pharrell Williams - Rude – MAGIC! - Stay with Me – Sam Smith | [ 2 ] |
| 2016 | Shut Up and Dance            | Walk the Moon                             | - Can't Feel My Face – The Weeknd - Hello – Adele - See You Again – Wiz Khalifa featuring Charlie Puth - Uptown Funk – Mark Ronson featuring Bruno Mars                                                       | [ 3 ] |
| 2017 | Can't Stop the Feeling!      | Justin Timberlake                         | - Cheap Thrills – Sia featuring Sean Paul - Closer – The Chainsmokers featuring Halsey - Don't Let Me Down – The Chainsmokers featuring Daya - One Dance – Drake featuring Wizkid and Kyla                    | [ 4 ] |
| 2018 | Shape of You                 | Ed Sheeran                                | - Attention – Charlie Puth - Believer – Imagine Dragons - Something Just like This – The Chainsmokers and Coldplay - That's What I Like – Bruno Mars                                                          |       |
| 2019 | Girls Like You               | Maroon 5 featuring Cardi B                | - Love Lies – Khalid & Normani - Better Now – Post Malone - Meant to Be – Bebe Rexha & Florida Georgia Line - The Middle – Zedd, Maren Morris & Grey                                                          |       |
| 2020 | Sucker                       | Jonas Brothers                            | - Someone You Loved – Lewis Capaldi - Talk – Khalid - Truth Hurts – Lizzo - I Don't Care – Ed Sheeran & Justin Bieber                                                                                         |       |
| 2021 | Blinding Lights              | The Weeknd                                | - I Hope – Gabby Barrett featuring Charlie Puth - Go Crazy – Chris Brown & Young Thug - Don’t Start Now – Dua Lipa - Adore You – Harry Styles                                                                 |       |
| 2022 | Levitating                   | Dua Lipa                                  | - Stay – Gabby Barrett featuring Charlie Puth - Good 4 U – Olivia Rodrigo - Bad Habits – Ed Sheeran - Save Your Tears – The Weeknd & Ariana Grande                                                            |       |

## Mehrfachnominierungen
4 Nominierungen
- Bruno Mars
- Maroon 5

3 Nominierungen
- Charlie Puth
- Ed Sheeran
- The Weeknd

2 Nominierungen
- Adele
- Pharrell Williams
- Wiz Khalifa
- Justin Timberlake
- The Chainsmokers
- Rihanna
- Khalid